# Минс, Тим
Ти́моти Ка́рл Ми́нс (англ. Timothy Carl Means; род. 20 февраля 1984, Уилбертон (Оклахома), Оклахома) — американский боец смешанного стиля, представитель полусредней весовой категории. Выступает на профессиональном уровне с 2004 года, известен по участию в турнирах бойцовских организаций UFC и KOTC.

## Биография
Тим Минс родился 20 февраля 1984 года в городе Уилбертон, штат Оклахома, детство провёл в штате Нью-Мексико. Начал заниматься единоборствами в возрасте 12 лет, проходил подготовку под руководством одного из местных тренеров.

### Начало профессиональной карьеры
Дебютировал в смешанных единоборствах на профессиональном уровне в марте 2004 года, выиграв у своего соперника техническим нокаутом. Дрался в небольших американских промоушенах, в течение года провёл пять поединков, из которых три выиграл и два проиграл. Затем вынужден был прервать спортивную карьеру из-за проблем с законом — нанёс тяжкие телесные повреждения вломившемуся в его дом человеку и был приговорён к четырём годам лишения свободы.

### King of the Cage
Освободившись из тюрьмы, Минс возобновил спортивную карьеру и в 2009 году подписал контракт с бойцовской организацией King of the Cage. Здесь в общей сложности одержал 14 побед при одном единственном поражении. Завоевал титул чемпиона KOTC в первом полусреднем весе, выиграв техническим нокаутом у достаточно сильного бойца Кинга Грина, впоследствии несколько раз защитил полученный чемпионский пояс.

### Ultimate Fighting Championship
Находясь на серии из семи побед подряд, в 2012 году Тим Минс перешёл в крупнейшую бойцовскую организацию мира Ultimate Fighting Championship. Начал карьеру в UFC с побед над Бернарду Магальяйнсом и Джастином Саласом, однако затем последовали два поражения от Хорхе Масвидаля и Дэнни Кастильо — на этом его контракт подошёл к концу, и боец покинул организацию.
Одержав две победы в менее престижном промоушене Legacy FC, в 2014 году Минс вернулся в UFC — вышел на коротком уведомлении на бой против Нила Магни и уступил ему единогласным судейским решением. В дальнейшем сделал серию из четырёх побед, которая была прервана лишь в июле 2015 года Мэттом Брауном. Позже в том же году отметился победой над Джоном Говардом, заработав бонус за лучшее выступление вечера.
На февраль 2016 года планировался бой против Дональда Серроне, однако поединок пришлось отменить из-за проваленного Минсом допинг-теста — в пробе бойца обнаружили следы запрещённого вещества остарина. Он не признал себя виновным, настаивая на том, что запрещённое вещество попало к нему в организм случайно вместе с загрязнённой пищевой добавкой. В предоставленной им добавке действительно были найдены следы остарина, поэтому комиссия отстранила его от участия в соревнованиях только на шесть месяцев.
По окончании срока дисквалификации Минс продолжил профессиональную карьеру и в августе 2016 года взял верх над Сабахом Хомаси.
В декабре 2016 года встретился с бразильцем Алексом Оливейрой — в первом раунде нанёс два запрещённых удара коленом по голове лежащего соперника, в результате чего поединок остановили и признали несостоявшимся. Спустя несколько месяцев между ними прошёл повторный бой, и на сей раз Оливейра принудил Минса к сдаче с помощью удушающего приёма сзади.
В 2017 году отметился победой единогласным решением над Алексом Гарсией, но раздельным решением проиграл Белалу Мухаммаду.
В 2018 году раздельным судейским решением уступил Сержиу Мораису, после чего техническим нокаутом победил Рикки Рейни.

## Статистика в профессиональном ММА
| Боёв 52         | Побед 33 | Поражений 17 |
| --------------- | -------- | ------------ |
| Нокаутом        | 20       | 3            |
| Сдачей          | 5        | 8            |
| Решением        | 8        | 6            |
| Ничьи           | 1        | 1            |
| Не состоявшихся | 1        | 1            |

| Результат    | Рекорд      | Соперник            | Способ                     | Турнир                                     | Дата             | Раунд | Время | Место                           | Примечание                                                            |  |
| ------------ | ----------- | ------------------- | -------------------------- | ------------------------------------------ | ---------------- | ----- | ----- | ------------------------------- | --------------------------------------------------------------------- |  |
| Поражение    | 33–17–1 (1) | Курт МакГи          | Сдача (залом челюсти)      | UFC 307                                    | 5 октября 2024   | 1     | 3:19  | Солт-Лейк-Сити, Юта, США        |                                                                       |  |
| Поражение    | 33–16–1 (1) | Урош Медич          | TKO (удары)                | UFC on ESPN: Николау vs. Перес             | 27 апреля 2024   | 1     | 2:09  | Лас-Вегас, Невада, США          |                                                                       |  |
| Победа       | 33–15–1 (1) | Андрэ Фиальо        | TKO (удары)                | UFC Fight Night: Физиев vs. Гамрот         | 23 сентября 2023 | 3     | 1:15  | Лас-Вегас, Невада, США          | Лучший бой вечера.                                                    |  |
| Поражение    | 32–15–1 (1) | Алекс Мороно        | Сдача (гильотина)          | UFC on ABC: Розенстрайк vs. Алмейда        | 13 мая 2023      | 2     | 2:09  | Шарлотт, Северная Каролина, США |                                                                       |  |
| Поражение    | 32–14–1 (1) | Макс Гриффин        | Раздельное решение         | UFC Fight Night: Каттар vs. Аллен          | 29 октября 2022  | 3     | 5:00  | Лас-Вегас, Невада, США          |                                                                       |  |
| Поражение    | 32–13-1 (1) | Кевин Холланд       | Сдача (удушение брабо)     | UFC UFC on ESPN: Kattar vs. Emmett         | 18 июня 2022     | 2     | 1:28  | Остин, Техас, США               |                                                                       |  |
| Победа       | 32-12-1 (1) | Николас Долби       | Единогласное решение       | UFC Fight Night: Gane vs. Volkov           | 26 июня 2021     | 3     | 5:00  | Лас-Вегас, США                  |                                                                       |  |
| Победа       | 31-12-1 (1) | Майк Перри          | Единогласное решение       | UFC 255                                    | 21 ноября 2020   | 3     | 5:00  | Лас-Вегас, США                  |                                                                       |  |
| Победа       | 30-12-1 (1) | Лауреано Старополи  | Единогласное решение       | UFC Fight Night: Lewis vs. Oleinik         | 8 августа 2020   | 3     | 5:00  | Лас-Вегас, США                  |                                                                       |  |
| Поражение    | 29-12-1 (1) | Дэниел Родригес     | Сдача (гильотина)          | UFC Fight Night: Anderson vs. Błachowicz 2 | 15 февраля 2020  | 2     | 3:37  | Рио-Ранчо, США                  |                                                                       |  |
| Победа       | 29-11-1 (1) | Тиагу Алвис         | Сдача (гильотина)          | UFC on ESPN: Overeem vs. Rozenstruik       | 7 декабря 2019   | 1     | 2:38  | Вашингтон, США                  |                                                                       |  |
| Поражение    | 28-11-1 (1) | Нико Прайс          | KO (удары руками)          | UFC Fight Night: Lewis vs. dos Santos      | 9 марта 2019     | 1     | 4:50  | Уичито, США                     |                                                                       |  |
| Победа       | 28-10-1 (1) | Рикки Рейни         | TKO (удары руками)         | The Ultimate Fighter 28 Finale             | 30 ноября 2018   | 1     | 1:18  | Лас-Вегас, США                  |                                                                       |  |
| Поражение    | 27-10-1 (1) | Сержиу Мораис       | Раздельное решение         | UFC Fight Night: Machida vs. Anders        | 3 февраля 2018   | 3     | 5:00  | Белен, Бразилия                 |                                                                       |  |
| Поражение    | 27-9-1 (1)  | Белал Мухаммад      | Раздельное решение         | UFC Fight Night: Werdum vs. Tybura         | 19 ноября 2017   | 3     | 5:00  | Сидней, Австралия               |                                                                       |  |
| Победа       | 27-8-1 (1)  | Алекс Гарсия        | Единогласное решение       | UFC Fight Night: Chiesa vs. Lee            | 25 июня 2017     | 3     | 5:00  | Оклахома-Сити, США              |                                                                       |  |
| Поражение    | 26-8-1 (1)  | Алекс Оливейра      | Сдача (удушение сзади)     | UFC Fight Night: Belfort vs. Gastelum      | 11 марта 2017    | 2     | 2:38  | Форталеза, Бразилия             |                                                                       |  |
| Не состоялся | 26-7-1 (1)  | Алекс Оливейра      | NC (запрещённые удары)     | UFC 207                                    | 30 декабря 2016  | 1     | 3:33  | Лас-Вегас, США                  | Минс нанёс два запрещённых удара коленом в голову лежащего соперника. |  |
| Победа       | 26-7-1      | Сабах Хомаси        | TKO (удары руками)         | UFC 202                                    | 20 августа 2016  | 2     | 2:56  | Лас-Вегас, США                  |                                                                       |  |
| Победа       | 25-7-1      | Джон Говард         | KO (удар рукой)            | UFC Fight Night: Namajunas vs. VanZant     | 10 декабря 2015  | 2     | 0:21  | Лас-Вегас, США                  | Выступление вечера.                                                   |  |
| Поражение    | 24-7-1      | Мэтт Браун          | Сдача (гильотина)          | UFC 189                                    | 11 июля 2015     | 1     | 4:44  | Лас-Вегас, США                  |                                                                       |  |
| Победа       | 24-6-1      | Джордж Салливан     | Сдача (треугольник руками) | UFC on Fox: Machida vs. Rockhold           | 18 апреля 2015   | 3     | 3:41  | Ньюарк, США                     |                                                                       |  |
| Победа       | 23-6-1      | Диегу Лима          | TKO (удары руками)         | UFC 184                                    | 28 февраля 2015  | 1     | 2:17  | Лос-Анджелес, США               | Выступление вечера.                                                   |  |
| Победа       | 22-6-1      | Марсиу Алешандри    | Раздельное решение         | UFC Fight Night: Machida vs. Dollaway      | 20 декабря 2014  | 3     | 5:00  | Баруэри, Бразилия               |                                                                       |  |
| Победа       | 21-6-1      | Эрнани Перпету      | Единогласное решение       | UFC on Fox: Lawler vs. Brown               | 26 июля 2014     | 3     | 5:00  | Сан-Хосе, США                   |                                                                       |  |
| Поражение    | 20-6-1      | Нил Магни           | Единогласное решение       | UFC Fight Night: Brown vs. Silva           | 10 мая 2014      | 3     | 5:00  | Цинциннати, США                 |                                                                       |  |
| Победа       | 20-5-1      | Артенас Янг         | TKO (удары руками)         | Legacy FC 27                               | 31 января 2014   | 1     | 1:38  | Хьюстон, США                    |                                                                       |  |
| Победа       | 19-5-1      | Пит Спратт          | KO (удары руками)          | Legacy FC 23                               | 13 сентября 2013 | 1     | 2:24  | Сан-Антонио, США                | Вернулся в полусредний вес.                                           |  |
| Поражение    | 18-5-1      | Дэнни Кастильо      | Единогласное решение       | UFC on Fox: Johnson vs. Moraga             | 27 июля 2013     | 3     | 5:00  | Сиэтл, США                      | Бой в промежуточном весе 72,6 кг; Минс не сделал вес.                 |  |
| Поражение    | 18-4-1      | Хорхе Масвидаль     | Единогласное решение       | UFC on Fox: Henderson vs. Melendez         | 20 апреля 2013   | 3     | 5:00  | Сан-Хосе, США                   |                                                                       |  |
| Победа       | 18-3-1      | Джастин Салас       | TKO (удары руками)         | UFC on FX: Johnson vs. McCall              | 8 июня 2012      | 1     | 1:06  | Санрайз, США                    |                                                                       |  |
| Победа       | 17-3-1      | Бернарду Магальяйнс | Единогласное решение       | UFC on Fuel TV: Sanchez vs. Ellenberger    | 15 февраля 2012  | 3     | 5:00  | Омаха, США                      |                                                                       |  |
| Победа       | 16-3-1      | Тай Браун           | TKO (удары руками)         | KOTC: Total Destruction                    | 21 января 2012   | 1     | 0:30  | Такервилл, США                  | Выиграл вакантный титул чемпиона KOTC в лёгком весе.                  |  |
| Победа       | 15-3-1      | Марио Рамос         | TKO (удары руками)         | KOTC: High Performance                     | 19 ноября 2011   | 1     | 1:07  | Санта-Фе, США                   |                                                                       |  |
| Победа       | 14-3-1      | Коди Пфистер        | Сдача (удушение сзади)     | KOTC: Kingpin                              | 27 августа 2011  | 1     | 2:15  | Лаббок, США                     | Защитил титул чемпиона KOTC в первом полусреднем весе.                |  |
| Победа       | 13-3-1      | Крис Лейва          | TKO (удары руками)         | KOTC: Fight to Live                        | 14 мая 2011      | 3     | 1:28  | Санта-Фе, США                   | Защитил титул чемпиона KOTC в первом полусреднем весе.                |  |
| Победа       | 12-3-1      | Рикки Мусгрейв      | KO (удары руками)          | ECSC: Friday Night Fights 2                | 11 февраля 2011  | 3     | 4:53  | Кловис, США                     |                                                                       |  |
| Победа       | 11-3-1      | Дом О’Грейди        | Раздельное решение         | KOTC: Steel                                | 9 декабря 2010   | 5     | 5:00  | Сан-Бернардино, США             | Защитил титул чемпиона KOTC в первом полусреднем весе.                |  |
| Победа       | 10-3-1      | Бобби Грин          | TKO (отказ)                | KOTC: Inferno                              | 7 октября 2010   | 2     | 5:00  | Хайленд, США                    | Выиграл титул чемпиона KOTC в первом полусреднем весе.                |  |
| Ничья        | 9-3-1       | Дом О’Грейди        | Решение большинства        | KOTC: Lock Down                            | 30 июля 2010     | 3     | 5:00  | Эдмонтон, Канада                | Наказан за удар локтем по затылку.                                    |  |
| Победа       | 9-3         | Коди Гарлетт        | TKO (удары руками)         | KOTC: Honor                                | 14 мая 2010      | 1     | 1:17  | Мескалеро, США                  | Бой в среднем весе.                                                   |  |
| Поражение    | 8-3         | Джейми Джара        | Сдача (гильотина)          | KOTC: Legacy                               | 26 марта 2010    | 1     | 2:19  | Рино, США                       | Бой в среднем весе.                                                   |  |
| Победа       | 8-2         | Джон Кронк          | Сдача (удары руками)       | KOTC: Horse Power                          | 28 ноября 2009   | 1     | 0:46  | Мескалеро, США                  |                                                                       |  |
| Победа       | 7-2         | Марсио Наварро      | TKO (удары руками)         | KOTC: Gunslinger                           | 8 августа 2009   | 1     | 3:53  | Кончо, США                      |                                                                       |  |
| Победа       | 6-2         | Мэтт Баттерфилд     | KO (удар коленом)          | KOTC: El Lobo                              | 23 мая 2009      | 1     | 0:04  | Товаок, США                     |                                                                       |  |
| Победа       | 5-2         | Мэтт Грин           | TKO (удары руками)         | KOTC: New Breed                            | 7 марта 2009     | 1     | 0:09  | Мескалеро, США                  |                                                                       |  |
| Победа       | 4-2         | Брэд Нодквист       | KO (удары руками)          | KOTC: Rapture                              | 28 февраля 2009  | 1     | 2:07  | Товаок, США                     |                                                                       |  |
| Победа       | 3-2         | Джулай Гутьеррес    | Сдача (удушение сзади)     | Fightworld 4                               | 26 марта 2005    | N/A   | N/A   | Альбукерке, США                 |                                                                       |  |
| Поражение    | 2-2         | Спенсер Фишер       | Сдача (треугольник)        | IFC: Eve Of Destruction                    | 5 марта 2005     | 1     | 1:44  | Солт-Лейк-Сити, США             |                                                                       |  |
| Поражение    | 2-1         | Люк Каудильо        | TKO (травма)               | Ring of Fire 13                            | 24 сентября 2004 | 1     | 1:40  | Касл-Рок, США                   |                                                                       |  |
| Победа       | 2-0         | Нейтан Браун        | TKO (удары руками)         | Extreme Fighting Championships 2           | 1 мая 2004       | 1     | N/A   | Ардмор, США                     |                                                                       |  |
| Победа       | 1-0         | Джош Барлоу         | TKO (удары руками)         | Rumble in the Desert                       | 13 марта 2004    | N/A   | N/A   | Гранд-Джанкшен, США             |                                                                       |  |